# El King Kong que apareció en Edo
El King Kong que apareció en Edo (江戸に現れたキングコング Edo ni Arawareta Kingu Kongu?), traducida erróneamente como King Kong Aparece en Edo, es una película japonesa jidaigeki de 1938, dividida en dos partes, producida por Zenshō Cinema. Está considerada una película perdida.

## Argumento
Una noche, Chinami (Reiko Mishima), la hija de Hyoue Toba (Reizaburo Ichikawa), es misteriosamente secuestrada. Hyoue ofrece una gran recompensa por el rescate de su hija. Yuzuru Kawasaki (Noboru Takashima) y varios otros hombres empleados por Hyoue se propusieron buscar a Chinami. Sin embargo, uno de los hombres de Hyoue, Magonojyō Gō (Eizaburo Matsumoto), no participa en la búsqueda, porque fue él quien secuestró a Chinami. El padre de Magonojyō, Senbei, tiene un mono como mascota entrenado llamado "King Kong" (Ryūnosuke Kabayama) y Magonojyō usó esta criatura para realizar el secuestro. Magonojyō tiene una cuenta pendiente con Hyoue porque había obligado a Senbei a falsificar monedas. Cuando Senbei se negó a hacerlo, Hyoue lo encarceló y finalmente lo mató. Es por eso que Magonojyō disfrazó su identidad y se puso a trabajar para Hyoue, para acercarse a él y vengarse. Magonojyō finalmente acorrala a Hyoue y lo amenaza con el mono. Se ofrece a darle el paradero de Chinami a cambio del dinero de la recompensa. Luego, el mono lleva a Hyoue al sótano secreto de Magonojyō como prisionero. Luego, el mono se vuelve loco y mata a Hyoue, pero luego los hombres de Hyoue lo hieren fatalmente. Mientras todo esto sucede, Magonojyō deja a Edo con el dinero de la recompensa. 

## Reparto
- Ryunosuke Kabayama como Anthropoid
- Eizaburo Matsumoto como Magonojo Go
- Reizaburo Ichikawa como Hyoe Toba
- Reiko Mishima como Chinami